# Szalagos gőte
A szalagos gőte (Ommatotriton vittatus vagy Triturus vittatus) a kétéltűek (Amphibia) osztályának a farkos kétéltűek (Caudata) rendjéhez, ezen belül a szalamandrafélék (Salamandridae) családjához tartozó faj.
2005-ig a Triturus nembe tartozott, majd átsorolták az Ommatotriton nembe (Litvinchuk et al., 2005).

## Elterjedése
Izrael, Jordánia, Libanon, Palesztina, Szíria és Törökország területén honos.

## Megjelenése
A szalagos gőte némely tekintetben a tarajos és a márványos gőtére, más szempontokból viszont az ismertebb pettyes gőtéhez hasonlít. Ez utóbbitól csontos halántékíve, legtöbbször sokkal nagyobb termete és a farka tövénél majdnem hirtelenül leszálló háttaraja különbözteti meg. Lábujjain nincsenek úszókaréjok; helyettük lábközepének külső szélén széles bőrszegélyt találunk.
Ez a leírás arra a legnagyobb és legpompásabb fajváltozatra (var. ophrytica) illik, amely Kis-Ázsia északi részén, elsősorban a bithyniai Olympuson és a Kaukázusban honos – ennek hímje 144, nősténye pedig 130 mm hosszúra is megnő.
A hím és nőstény hasoldala egyaránt narancssárga és narancsvörös közt változik, foltos vagy nem foltos egyes változatok szerint. A nőstény külseje nem feltűnő, az ivarérett hím viszont bizarr külsőt ölt: háttaraja akár 19 mm magasra is megnő, lábközepe (a metatarsus) külső szélén hatalmas bőrredő alakul ki – ez több más gőte úszóhártyájának felel meg. Egyes alfajok háttaraja kevésbé fejlett és kevésbé csipkézett. Az ivarzó hím felső oldala élénk, esetleg zöldes bronzszínű, sötéten foltozott. Ez a szín az ivarzás után egyszerűen olajzölddé és gyengén foltossá válik, mint amilyen a nőstény színe is. A nász idején a hím és a nőstény hastájékának határán is egy élesen kiemelkedő, ezüstfehér szalag húzódik végig. Ezt alul és fölül is sötétebb csík szegélyezi úgy, hogy az alsó csík gyakran foltokra szakadozik.

## Életmódja
Kis patakokban, apró tavakban és mocsarakban él. Fiatal korában apró rákokkal, rovarokkal, férgekkel és szúnyoglárvákkal táplálkozik. A felnőtt példányok megtámadják a víz felszínén úszó rovarokat, puhatestűeket és a földigilisztát is.